# Samsung Galaxy Mega
O Samsung Galaxy Mega é um phablet baseado em Android fabricado e lançado pela Samsung. Anunciado em 11 de abril de 2013, o modelo original apresentava uma tela de 6,3 polegadas (160 mm), enquanto uma versão revisada foi lançada com uma tela de 5,8 polegadas (150 mm). Com uma resolução de tela de 1.280×720 pixels, é equipado com um processador dual-core de 1,7 GHz e uma câmera de 8 megapixels. O dispositivo executa o sistema operacional Android 4.2.2 "Jelly Bean" e oferece opções de armazenamento interno de 8 ou 16 GB (sendo 5,34 GB ou 12 GB utilizáveis, respectivamente).
O Galaxy Mega recebeu a atualização para o Android 4.4.2 “KitKat”. Além disso, está disponível uma atualização não oficial para o Cyanogenmod 11 baseado no Android 4.4.2, destinado ao Galaxy Mega 6.3 (GT-I9200/I9205). Seu sucessor é o Samsung Galaxy Mega 2.

## Características
- Janela múltipla – Capacidade de tela dividida
- A tela inicial está disponível no modo paisagem
- Group Play – Conecte-se a outros dispositivos Galaxy para compartilhar fotos ou criar som surround usando o alto-falante de cada dispositivo
- Air View – Passe o mouse sobre áreas em aplicativos suportados para visualizar visualizações na tela. (modelo 6.3 apenas no modo retrato)
- S Memo – aplicativo de notas da Samsung. Crie notas manuscritas com o dedo, texto usando o teclado e incorpore áudio ou imagens.
- S Voice – Assistente pessoal e navegador de conhecimento.
- S Translator – Aplicativo tradutor, com suporte para nove idiomas.
- Smart Stay – Usa a câmera frontal para rastrear os olhos do usuário e só desliga a tela se o usuário não estiver olhando.
- Blaster IR (modelo 6.3)
- SIM duplo inteligente (modelo 5.8)

## Hardware
O Galaxy Mega compartilha muitos recursos semelhantes ao Galaxy S4, e os dois compartilham recursos semelhantes. Os usuários podem personalizar a tela de bloqueio e acessar rapidamente as configurações na barra de notificação suspensa. Recursos adicionais incluem o Air View, que possibilita aos usuários visualizar e-mails e fotos passando o dedo alguns centímetros acima da tela, e o WatchON, que permite controlar uma televisão com o smartphone. Além disso, o Galaxy Mega inclui o Multi Window, que permite usar vários aplicativos na mesma tela, aproveitando ao máximo sua tela LCD de 6,3 polegadas (720 x 1280). O S Translator oferece traduções rápidas e fáceis, enquanto o ChatON permite que os usuários compartilhem suas telas com outras pessoas. Esses recursos combinados proporcionam uma experiência rica e versátil para os usuários do Galaxy Mega, semelhante à oferecida pelo Galaxy S4.
A câmera traseira de 8 megapixels do Galaxy Mega oferece diversos modos de fotografia, como Panorama e Sound & Shot. Com o recurso Story Album, é possível criar álbuns de fotos de forma rápida e fácil. O dispositivo funciona com o sistema operacional Android 4.2.2 Jelly Bean. Os usuários podem expandir o armazenamento para músicas, fotos e vídeos adicionais através de um cartão microSD externo de até 64 GB. Equipado com uma bateria removível de 3.200 mAh, o Galaxy Mega promete um dia inteiro de uso com uma única carga. O desempenho é impulsionado por um processador Qualcomm MSM8930 Snapdragon 400 dual-core de 1,7 GHz, combinado com 1,5 GB de RAM.

## Projeto
O Galaxy Mega é de fato um dispositivo grande, com dimensões de 6,6 x 3,46 x 0,31 polegadas e um peso de 7,1 onças. Em comparação, ele é maior que o Samsung Galaxy Note II (5,9 x 3,2 x 0,37 polegadas), o HTC One (2013) (5,1 onças, 5,31 x 2,63 x 0,28 polegadas) e Motorola Moto X (1ª geração) (4,8 onças, 5,1 x 2,6 x 0,22-0,4 polegadas).

## Programas
O Samsung Galaxy Mega opera com o sistema operacional Android Jelly Bean OS 4.2.2, com a interface TouchWiz da Samsung. O recurso Multi Window da Samsung é destacado no dispositivo, permitindo que os usuários executem dois aplicativos simultaneamente. Similar a outros dispositivos Galaxy, é possível personalizar a tela de bloqueio do Mega com widgets e atalhos. Os usuários têm acesso a sete telas iniciais personalizáveis. Além disso, a gaveta de notificação conta com 16 botões de configurações rápidas, que possibilitam alternar recursos como conectividade Wi-Fi e o Smart Stay proprietário. Esses botões podem ser reorganizados através de um botão localizado no canto superior direito da gaveta de notificação.
A tela inicial pode ser visualizada horizontalmente.

## Variantes
- GT-I9150 - tela de 5,8 polegadas, 1,4 CPU, 1,5 GHz GB de RAM, 8 GB de armazenamento integrado - sem suporte LTE - sem suporte dual SIM
- GT-I9152 - tela de 5,8 polegadas, 1,4 CPU, 1,5 GHz GB de RAM, 8 GB de armazenamento integrado - sem suporte LTE - suporte dual SIM
- GT-I9200 - tela de 6,3 polegadas, 1,7 CPU, 1,5 GHz GB de RAM, 8 GB ou 16 GB de armazenamento integrado - sem suporte LTE - sem suporte dual SIM
- GT-I9205 - tela de 6,3 polegadas, 1,7 CPU, 1,5 GHz GB de RAM, 8 GB ou 16 GB de armazenamento integrado - suporte LTE - sem suporte dual SIM

Apenas o modelo GT-I9152 do Samsung Galaxy Mega possui suporte para dual SIM. Já o modelo GT-I9205 conta com suporte para LTE (ou seja, suporte 4G-LTE), porém não inclui rádio FM. A versão destinada à operadora AT&T, conhecida como SGH-i527, é baseada no GT-I9205.

## Galeria

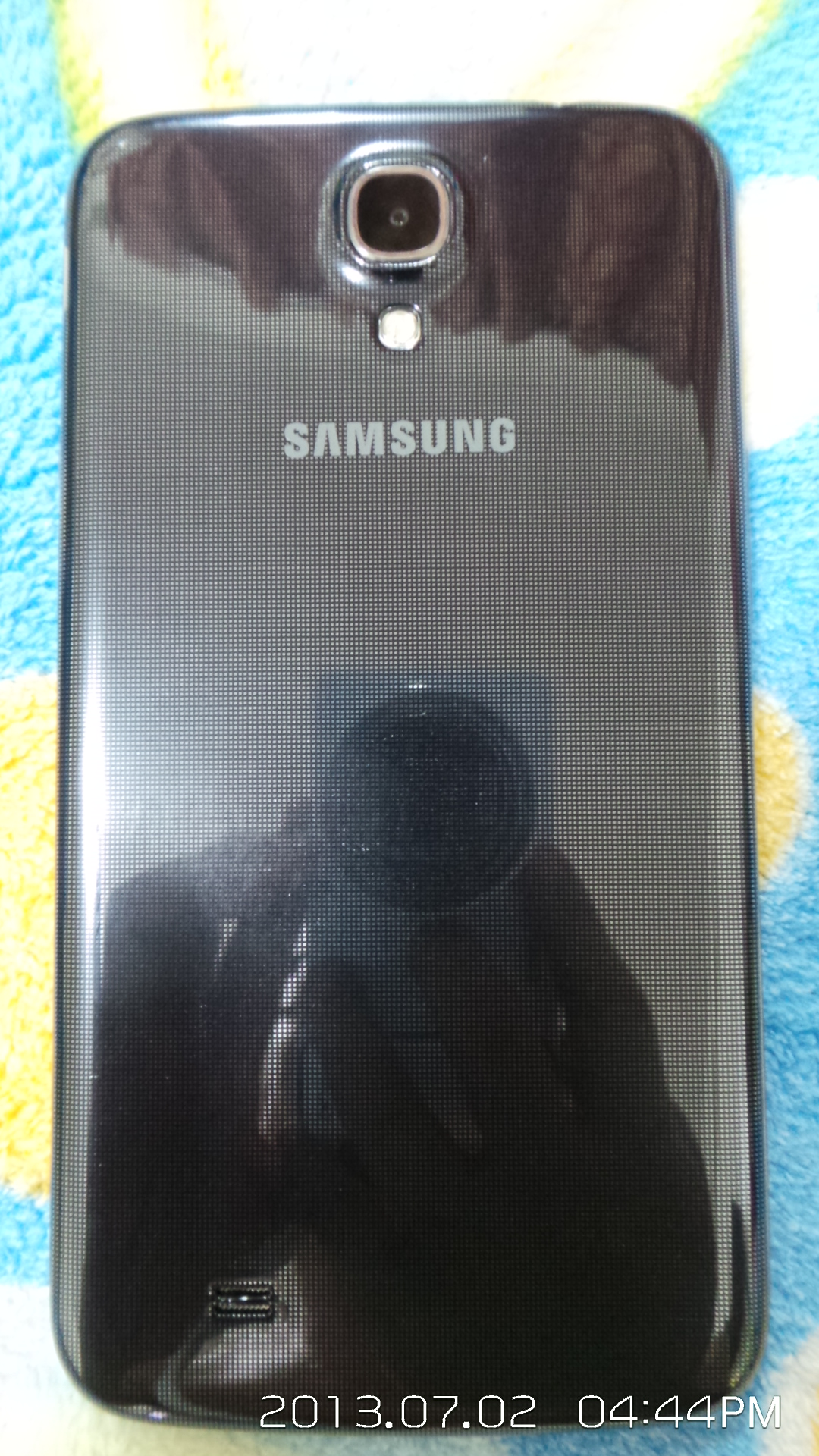
Samsung Galaxy Mega 6.3 de trás
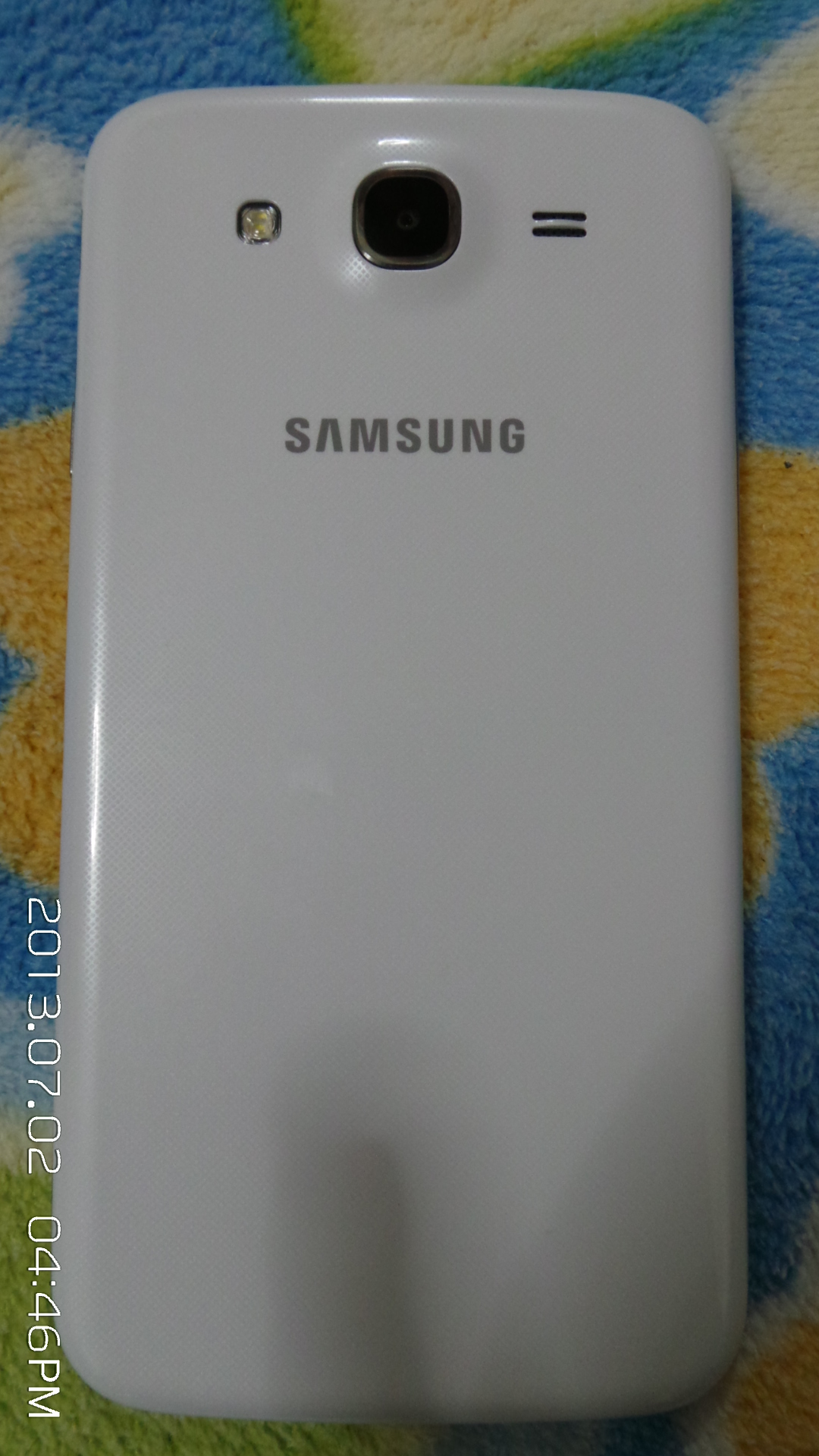
Samsung Galaxy Mega 5.8 de trás